# Always (песня Sum 41)
«Always» сингл группы Sum 41 из альбома «8 Years of Blood, Sake, and Tears: The Best of Sum 41 2000-2008» который вышел только в Японии. Альбом поступил в продажу 26 ноября 2008 года. Альбом включает в себя почти все синглы группы и только песня «Always» является совершенно новой. Сингл стал доступен 11 ноября 2008 года на сайте Universal Japan.

## Краткий обзор
Сначала было объявлено, что песня будет называться «Steering Wheels», но вышла она под другим названием. Она стала настолько популярной, что фанаты группы уже в первый день на сайте youtube.com разместили самодельные клипы на песню и другие фанатские записи.
Как и почти весь альбом «Underclass Hero» песня была полностью написана, микширована и спродюсирована фронтмэном группы Дериком Уибли.
«Always» не типичная песня для Sum 41. Темп звучания меняется во время всей песни, от медленного акустического звучания фортепиано, до резкого быстрого темпа и хор-вокала. Песня хорошо показывает взаимодействие фортепиано и акустической гитары и имеет более тяжёлое звучание чем песни в предыдущем альбоме «Underclass Hero».

## Исполнители
- Дерик Уибли — гитара, вокал, фортепиано
- Джейсон МакКэслин — бас, бэк-вокал
- Стив Джоз — барабаны